# Fryderyk z Büren
Fryderyk z Büren (ur. ok. 1020 r.; zm. krótko po 1053 r.) – protoplasta rodu Hohenstaufów.
Był synem Fryderyka hrabiego Riesgau w 1030 r. i palatyna Szwabii. Jego matką była prawdopodobnie Adelajda von Filsgau, córka i dziedziczka Waltera. Fryderyk z Büren w 1042 r. poślubił Hildegardę (ur. ok. 1028 r., zm. jesienią 1094 r.), córkę hrabiego Gerharda III Egisheim-Dagsburg. W starszej literaturze występowała jako Hildegarda von Schlettstadt lub przypisywano ją do rodu hrabiów Mömpelgard. Określenie von Schlettstadt powstało od ufundowanego przez nią klasztoru św. Fides w Schlettstadt (ok. 1087–1094), który jest najstarszą nekropolią Staufów. W tym klasztorze Hildegarda została pochowana.
Fryderyk z Büren i Hildegarda mieli sześcioro dzieci. Czwartym synem był Fryderyk I Szwabski, książę Szwabii i budowniczy zamku Hohenstaufen.